# بی در میکس: ریمیکس‌ها
بی در میکس: ریمیکس‌ها (به انگلیسی: B in the Mix: The Remixes) مجموعه آلبوم ریمیکس از خواننده آمریکایی بریتنی اسپیرز است که در ۲۲ نوامبر ۲۰۰۵ توسط جایو رکوردز منتشر شد. این آلبوم شامل یازده آهنگ است که هفت آهنگ آن ریمیکس‌هایی از آهنگ‌های سه آلبوم اول بریتنی و و سه آهنگ نیز ریمیکس آهنگ‌های آلبوم چهارم بریتنی اسپیرز با نام داخل محدوده و یک آهنگ نیز آهنگ جدید به نام "And Then We Kiss" است. در این آلبوم دی جی‌هایی مانند پیتر رافلد و استوارت پریس حضور داشتند که ترک‌های قدیمی بریتنی را که به سبک پاپ بود به سبک ترنس تغییر دادند. این آلبوم در جدول کشورهایی مانند ژاپن، ایتالیا و آمریکا حضور داشت همچنین مقام چهارم را در بین آلبوم‌های ترنس در بیلبورد بدست آورد.

## کی‌کات از ریمیکس
برای تبلیغ این آلبوم، جایو رکوردز نسخه چندآهنگه را در سپتامبر ۲۰۰۵ منتشر کرد که شامل چندین ترانه از بی در میکس: ریمیکس‌ها است.